# Declan James
Pour les articles homonymes, voir James.
Declan James, né le 19 avril 1993 à Nottingham, est un joueur professionnel de squash représentant l'Angleterre. Il atteint en mai 2019 la 15e place mondiale sur le circuit international, son meilleur classement.

## Biographie
Il retient l'attention du monde du squash en janvier 2017 en offrant une résistance acharnée au no 1 mondial Mohamed El Shorbagy au premier tour du Tournament of Champions alors qu'il sort des qualifications. Il incarne alors la relève du squash britannique dominé par les vieillissants Nick Matthew et James Willstrop. Quelques mois plus tard, il confirme en atteignant les quarts de finale de l'Hong Kong Open masculin et en s'inclinant face au futur vainqueur Ali Farag. En octobre 2018, après sa victoire à l'Open international de Nantes, il intègre pour la première fois le top 20.

## Palmarès

### Titres
- Open international de Nantes : 2018
- Championnats d'Europe par équipes : 2019

### Finales
- Cape Town Squash Open 2024
- DPD Open : 2017
- Championnats du monde par équipes : 2019
- Championnats d'Europe par équipes : 2 finales (2017, 2018)